# كاج فريدريكسن
كاج فريدريكسن (بالدنماركية: Kaj Frederiksen)‏ (21 سبتمبر 1916 – 9 يوليو 1991) هو ملاكم دنماركي راحل، مثّل بلاده في الألعاب الأولمبية الصيفية 1936.

## روابط خارجية
كاج فريدريكسن على موقع أوليمبيديا (الإنجليزية)